# Ernst Lange
Ernst Karl Jakob Lange (München, 19 april 1927 - Windhaag/Oberösterreich, 3 juli 1974) was een Duits protestants theoloog en hoogleraar praktische theologie. Hij is onder andere bekend geworden vanwege zijn homiletiek. In zijn homiletiek heeft hij aandacht gevraagd voor de hoorder in het preekproces.

## Biografie
Lange was de zoon van de psychiater Johannes Lange (1891-1938) en de arts Katharina (Käthe) Lange-Silbersohn. Hij werd geboren in München. Katharina Lange kwam uit een Oost-Pruisisch-Joodse koopmansfamilie en studeerde medicijnen in Heidelberg, Berlijn, Königsberg, Kiel en München.
Zijn vader ontving in 1930 een oproep en vertrok naar Wrocław, in het kielzog van Karl Bonhoeffer, de vader van Dietrich Bonhoeffer. Zijn moeder, die nog steeds in haar praktijk in München werkzaam was, keerde na het stuklopen van haar huwelijk met dochter Ursula terug naar München respectievelijk Schondorf. In 1937 benam Katharina Lange zich het leven. Na de dood van zijn vader in 1938, bezocht Ernst Lange ook de kostschool in Schondorf am Ammersee. De leider van deze school was een verre verwant van het gezin. In 1943 moest Lange de school verlaten zonder een middelbareschooldiploma, omdat hij "half-Jood" was. Daarna is hij nog enkele malen verhuisd. Na de oorlog trouwde hij, nog geen twintig jaar oud, met Beate Heilman. Van 1946 tot 1950 studeerde Lange theologie in Berlijn, Sigtuna (Zweden) en Göttingen.
Ernst Lange leed aan een ernstige depressie, die hem fataal is geworden.

## Theologie
Ernst Lange werd bekend omdat hij aandacht vraagt voor de hoorder in de preekvoorbereiding. Hij maakte juist bezwaar tegen de stelling dat de hoorder in de bijbeltekst zit. Volgens Lange moet de vraag naar de hoorder en zijn of haar situatie een zelfstandige plaats hebben bij de preekvoorbereiding, en daarnaast moet de prediking meer verstaan worden als een waagstuk en moet de 'aanvechting' (de voortdurende uitdaging om de vraag naar God te stellen) van de prediker zelf nadrukkelijker gethematiseerd worden. In Nederland werd zijn denken overgenomen door G.D.J. Dingemans. Beïnvloed door Lange maakte hij radicale ernst met de plaats van de hoorder in de prediking, die bij hem mede-uitgangspunt van de verkondiging werd.

## Trivia
- De christelijke gereformeerde predikant Ariën Willem Velema promoveerde in 1991 op zijn homiletisch onderzoek naar de vooronderstellingen van de prediking van Karl Barth in vergelijking met Hans Joachim Iwand, Ernst Lange en Rudolf Bohren.

## Eerbetoon
- 1961 Brüder-Grimm-Prijs
- 1972 Eredoctoraat van de Evangelisch-Theologischen Fakulteit van de Universiteit Tübingen